# Saint-Vallier (Charente)
 Saint-Vallier  es una población y comuna francesa, en la región de Poitou-Charentes, departamento de Charente, en el distrito de Cognac y cantón de Brossac.

## Demografía
| 300 | 240 | 212 | 198 | 182 | 167 |
| Para los censos de 1962 a 1999 la población legal corresponde a la población sin duplicidades (Fuente: INSEE [Consultar]) |     |     |     |     |     |